# 233 (число)
233 (Дві́сті три́дцять три) — натуральне число між 232 та 234.
- 233 день в році — 21 серпня (у високосний рік 20 серпня).

## У математиці
- 51-е просте число.
- 13-е число з ряду Фібоначчі.

## В інших галузях
- 233 рік, 233 до н. е.
- В Юнікоді 00E916 — код для символу «e» (Latin Small Letter E With Acute).
- NGC 233 — еліптична галактика в сузір'ї Андромеда.
- ISO 233 — міжнародний стандарт, що визначає систему транслітерації арабського алфавіту за допомогою латиниці.
- 233 МГц — стандартна частота деяких процесорів.